# Rolo (település)
Rolo (emilián nyelven Rōl) település Olaszországban, Emilia-Romagna régióban, Reggio Emilia megyében. Lakosainak száma 3989 fő (2023. január 1.). Rolo Carpi, Moglia, Reggiolo, Fabbrico és Novi di Modena községekkel határos.

## Népesség
A település lakossága az elmúlt években az alábbi módon változott:
| Lakosok száma | 4112 | 4062 | 3989 |
|               | 2017 | 2018 | 2023 |